# لی بریسکو
لی بریسکو (انگلیسی: Lee Briscoe؛ زادهٔ ۳۰ سپتامبر ۱۹۷۵) بازیکن فوتبال اهل بریتانیا است.
از باشگاه‌هایی که در آن بازی کرده‌است می‌توان به باشگاه فوتبال شفیلد ونزدی، باشگاه فوتبال پرستون نورث اند، باشگاه فوتبال منچستر سیتی، و باشگاه فوتبال برنلی اشاره کرد.
وی همچنین در تیم ملی فوتبال زیر ۲۱ سال انگلستان بازی کرده‌است.